# Xanthorhoe imperviata
Xanthorhoe imperviata är en fjärilsart som beskrevs av Walker 1862. Xanthorhoe imperviata ingår i släktet Xanthorhoe och familjen mätare. Inga underarter finns listade i Catalogue of Life.